# Augustin Misago
 (juin 2025).
La mise en forme du texte ne suit pas les recommandations de Wikipédia : il faut le « wikifier ».
Les points d'amélioration suivants sont les cas les plus fréquents. Le détail des points à revoir est peut-être précisé sur la page de discussion.
- Les titres sont pré-formatés par le logiciel. Ils ne sont ni en capitales, ni en gras.
- Le texte ne doit pas être écrit en capitales (les noms de famille non plus), ni en gras, ni en italique, ni en « petit »…
- Le gras n'est utilisé que pour surligner le titre de l'article dans l'introduction, une seule fois.
- L'italique est rarement utilisé : mots en langue étrangère, titres d'œuvres, noms de bateaux, etc.
- Les citations ne sont pas en italique mais en corps de texte normal. Elles sont entourées par des guillemets français : « et ».
- Les listes à puces sont à éviter, des paragraphes rédigés étant largement préférés. Les tableaux sont à réserver à la présentation de données structurées (résultats, etc.).
- Les appels de note de bas de page (petits chiffres en exposant, introduits par l'outil «  Source ») sont à placer entre la fin de phrase et le point final[comme ça].
- Les liens internes (vers d'autres articles de Wikipédia) sont à choisir avec parcimonie. Créez des liens vers des articles approfondissant le sujet. Les termes génériques sans rapport avec le sujet sont à éviter, ainsi que les répétitions de liens vers un même terme.
- Les liens externes sont à placer uniquement dans une section « Liens externes », à la fin de l'article. Ces liens sont à choisir avec parcimonie suivant les règles définies. Si un lien sert de source à l'article, son insertion dans le texte est à faire par les notes de bas de page.
- La présentation des références doit suivre les conventions bibliographiques. Il est recommandé d'utiliser les modèles {{Ouvrage}}, {{Chapitre}}, {{Article}}, {{Lien web}} et/ou {{Bibliographie}}. Le mode d'édition visuel peut mettre en forme automatiquement les références.
- Insérer une infobox (cadre d'informations à droite) n'est pas obligatoire pour parachever la mise en page.

Pour une aide détaillée, merci de consulter Aide:Wikification.
Si vous pensez que ces points ont été résolus, vous pouvez retirer ce bandeau et améliorer la mise en forme d'un autre article.
Augustin Misago (1943 - 12 mars 2012) fut évêque catholique du diocèse de Gikongoro (en), au Rwanda.
Ordonné prêtre en 1971, Misago a été nommé évêque en 1992. Au lendemain du génocide rwandais, il a été accusé d'avoir aidé le gouvernement rwandais à commettre des crimes de guerre au milieu des années 1990, période durant laquelle plus de 800 000 Tutsis ont été massacrés. Il a toutefois été blanchi de ces accusations en 2000.
Misago est décédé le 12 mars 2012, alors qu'il était  encore en fonction. 

## Notre-Dame de kibeho
Misago est connu comme l’évêque ayant soumis la  déclaration reconnaissant que l’apparition mariale à Kibeho était digne de foi. Il a notamment déclaré :
« Oui, la vierge Marie est apparue à kibeho le 28 novembre 1981, ainsi que dans les mois qui ont suivi. Il existe aujourd'hui davantage de raisons de croire à ces apparitions que de les nier. celles-ci sont désormais officiellement reconnus par  l’Église. Le sanctuaire marial de Kibeho porte le nom de   sanctuaire de  Notre-Dame des douleurs »
« Que Kibeho devienne un lieu de pèlerinage et de rencontre pour tous ceux qui cherchent le Christ et viennent y prier; un centre fondamental de conversion, de réparation des  péchés du monde et de réconciliation ; un point de rassemblement pour tous ceux qui ont été dispersés, comme pour ceux qui aspirent aux valeurs de compassion et de fraternité sans frontières ; un lieu vivant qui rappelle l’Évangile e la croix. »

 « Cette déclaration répond aux attentes du peuple de Dieu et donne un nouvel élan à une dévotion publique reconnue depuis déjà  treize ans ».